# 21 Tauri
21 Tauri, eller Asterope, är den ena komponenten i en dubbelstjärna i den öppna stjärnhopen Plejaderna (M45) och ligger i stjärnbilden  Oxen.
Dubbelstjärnan består av Flamsteed-objekten  21 Tauri och 22 Tauri. Numera anger Internationella astronomiska unionen (IAU ) endast 21 Tauri som Asterope. Stjärnan är av visuell magnitud +5,76 och därmed knappt synlig för blotta ögat vid bra seeing. Det är dock vanligt att 21 Tauri och 22 Tauri uppfattas som en stjärna, med den kombinerade magnituden 5,6.
Stjärnorna anges ibland som Sterope I och Sterope II. 22 Tauri anges ibland också som Asterope II. Stjärnorna har ett inbördes avstånd av 0,047° på stjärnhimlen och tillhör båda Plejaderna (M45). De befinner sig på ett avstånd från solen av ungefär 440 ljusår.